# 엘리펀트 카시마시
엘리펀트 카시마시(エレファントカシマシ, ELEPHANT KASHIMASHI)는 일본의 록 밴드이다.

## 개요
공식 팬클럽은 「PAO」.
밴드명은, 만담 트리오의 카시마시딸과, 영화 『엘리펀트(elephant)·맨』의 발음이 마음에 들어서 장난으로 만들었으며, 그 이상의 의미는 없다고 『HEY! HEY! HEY!』 나와 미야모토(宮本)가 이야기 했다.
그들의 음악은 ROCKIN”ON JAPAN의 편집장 야마자키(山崎) 요이치로(洋一郎)나 시부야(澁谷) 요이치(陽一)에게 항상 높게 평가되고 있다 (이 두명은 『CHERRY BOYS』라고 칭해서 포니캐년이후의 앨범의 크레디트 란에 Special thanks에 기록된다). 강한 남자 냄새를 풍기는 로큰롤의 밴드로서 등장했지만, 그 후 미야모토(宮本)가 독특한 멜로디 센스를 축으로서 음악성을 하드하면서 감성적으로 심화, 독자적인 존재감을 가지게 되었다. 재데뷔이후는 포코드티니팝같은 온화한 멜로디와 팝에 소피스티케이팅(sophisticating)된 사운드를 지향하면서 상업적으로 성과를 올리고, 미야모토(宮本)가 유니크한 캐릭터와 함께 지명도를 올렸다.강한 비트의 얼터너티브(alternative)·록이나 치밀한 어레인지(arrangement)의 팝이라고 하는 단적인 방향을 지나  현재는, 쌍방의 시대의 절충적인 음악성을 내세우고 있다. 그들에게 영향을 받은 음악가는 많아 2003년에는 트리뷰트 앨범 『花男』이 시판되었다. 히비야(日比谷) 야외음악당에서의 콘서트가 정기적인 이벤트로서, 1990년이래 매년 개최하고 있다. 하지만 2012년10월2일, 미야모토(宮本)의 난청 때문에 라이브 활동의 무기한 연기가 발표되었다.

## 멤버
- 미야모토 히로지 宮本浩次（みやもと ひろじ, 1966년 6월 12일 - ）

도쿄도(東京都) 기타구(北區) 아카바네다이(赤羽台) 출신. 보컬&일렉트릭·기타&어쿠스틱(acoustic) 기타 담당. 주된 사용 기재는 「TANGEMAN STRAT」 「N.Y LAB TELE」 「Fender Stratocaster」 「K.Yairi」. 이전에는 「6현(Rokugen)」 「Gibson」 「G&L」 「Journeyman」등도 사용하고 있었다.
- 이시모리 토시유키 石森敏行（いしもり としゆき, 1967년 3월 18일 - ）

도쿄도(東京都) 기타구(北區) 아카바네(赤羽)에서 자람. 일렉트릭·기타&어쿠스틱(acoustic) 기타를 담당. 주된 사용 기재는 「Gibson Les Paul」 「Fender Stratocaster」 「Fender Telecaster」 「moon TELE」 「Alvarez Yairi」 。 미야모토(宮本)·토미나가(富永)와는 기타구(北區)립 아카바네다이(赤羽台) 중학교에서 1학년에 같은 반이였던 것이 시작이다. 애칭은 「이시(石)군」. 미야모토(宮本)와의 공동작업한 크레디트는, 간다라 콤비네이션.  데뷔 당초는 미야모토(宮本)정도로 말을 하는 캐릭터이었지만, EPIC시대후기부터 말수가 적어져 버린 것 같다.미야모토(宮本)와 특히 사이가 좋아, 라이브나 TV출연시 미야모토(宮本)가 가장 괴롭힌다. 맞거나 욕을 먹든지 말도 안되는 취급을 받는 적이 많지만, 결코 화내지 않고 웃고 있는다. 투어나 합숙처에서는 자주 함께 미술관에 가거나 산책등 외출을 하는 것 같다. 게다가 미야모토(宮本)는 빈번하게 이시모리(石森)의 집을 방문한다고 한다. 미야모토(宮本)가 말하기를, 「표정만 봐도 무엇을 생각하고 있을지 안다」 「짝꿍」. 미야모토(宮本)에게 심취하고 있어, 존경하는 인물을 물어보면 「미야지」라고 대답할 만큼 자주 「이렇게 굉장한 미야지가 죽다니 믿을 수 없다」라고 말하기도 한다. 작곡이나 녹음 작업으로 미야모토(宮本)를 서포트하거나, 기계치인 미야모토(宮本)를 대신해 장비를 컨트롤 하고 있다. 「good morning」에서는 에디터로서 크레디트, 다른 싱글에서는 세션맨으로 녹음에 참가하기도 했다. 또 라이브의 세트 리스트를 미야모토(宮本)와 함께 결정. 머리 모양은 현재 짧은 머리의 흑발. 초기의 펀치 퍼머로부터 다소 약간 긴 흑발, 짧은 머리에서 금발, 빨강머리, 오렌지의 머리, 빡빡깎은 머리와 변화가 심하다. 대단히 험한 얼굴로 게다리로 기타를 치지만, 「열심히 치고 있기 때문에」 라고... 체력의 유지를 위해 피트니스, 수영등의 운동을 하고 있다. 180도의 다리 찢기가 가능할 만큼 신체가 유연. 이것 때문에 근육질로 다듬어진 몸을 하고 있지만, 「엘리펀트카시마시5」의 시기에는, 80kg를 넘는 체중이었다라고 말한다. 술에 대단히 약하고, 주량은 맥주 반컵. 또 간이 안좋아서, 술은 마시지 않는다. 기혼(3번째).
- 타카미도리 세이지高緑成治（たかみどり せいじ, 1966년 4월 15일 - ）

도쿄도(東京都) 중앙구 쓰키시마(月島) 출신. 일렉트릭 베이스를 담당. 주 사용 장비는 「TopDog J.Bass」 「Fender JAZZ BASS」. 이전에는 「rickencacker」도 사용하고 있었다. 별명은 「세이짱」. 미야모토(宮本)와의 공동작업 크레디트는 댄디 브라더즈(brothers). 항상 과묵해서 조각상 같은 얼굴, 뭔가 느낌있는 용모. 미야모토(宮本)는 첫 만남 때, 다카미도리가 너무나 미소년이었기 때문에 수줍어서 잘 이야기할 수 없었다라고 말한다. 토미나가(富永)와는 고교의 동급생으로 함께 두발검사에 걸린 것을 계기로 만나 친구가 된다. 그리고 토미나가(富永) 통해서 미야모토(宮本)·이시모리(石森)와 알게 되었다. 원래는 6명의 밴드 멤버가 미야모토(宮本)·이시모리(石森)·토미나가(富永)의 3명이 되어버렸을 때 권유를 받아 참가하게 되었다 (원래는 기타리스트이었지만 토미나가(富永)의 권유로 참가 후 베이시스트로 전향). 가입이전에 몇번인가 구 멤버의 엘레펀트카시마의 라이브에 가서, 「멋지구나」라고 생각하던 중, 밴드 참가 제의를 받았을 때, 미야모토(宮本)가 「같이 하는 거야?」라고 물었을 때, 「한다」라고 바로 대답했다. 이 때, 오다이바 (그 당시는 지금과 같은 관광지가 아니고 허허벌판이었다)에 가서 멤버 전원이 건포마찰을 했다고 하는 에피소드가 있다. 「ROOTS」에서 폭로된 이야기에 의하면, 어느 날, 미야모토(宮本)와 토미나가(富永)가 다카미도리의 집에 놀러 왔을 때, 아버지가 잠을 깨웠을 때  「와도 깨우지 말라고 했잖아!」라고 소리쳐 부모와 자식간의 싸움이 되었다. 서먹해진 미야모토(宮本)와 토미나가는 그 날은 일단 돌아갔다고 한다. 미야모토(宮本)와 토미나가(富永)는 「저건 좀 아닌거 같은데」라고 말했다고.., 지금은 웃으며 할 수 있는 이야기다. 본가는 대중목욕탕이었지만, 쓰키시마(月島) 주변의 재개발의 물결에 휩쓸려 현재는 폐점. 공중 목욕탕의 아들이어서 그런지(?) 굽는 것을 좋아해서, 멤버끼리 불고기나 몬쟈야키를 먹으러 가면 언제나 굽는 담당이 된다. 「STARTING OVER」의 자켓 사진으로 올백으로 한 머리 모양을 선보였다. 올백 이후 모자를 자주 착용, 라이브중 미야모토(宮本)가 자주 벗겨서 가져가기도 한다.(하지만 이내 다시 돌려준다.) 시원한 캐릭터이지만 미야모토(宮本) 말하기를 내면은 순수해서 외견과 대단한 차이가 있다. 또 봉제 인형이나 개를 좋아하다. 기혼에서 한 아이의 아버지.
- 토미나가 요시유키 冨永義之（とみなが よしゆき, 1966년 4월 14일 - ）

토미나가(富永) 요시유키(義之) (과 전부가 좋아 가고, 1966년4월14일-)도쿄도(東京都) 기타구(北區) 아카바네(赤羽) 출신. 【드럼】를 담당. 애칭은 「【토미】」. 미야모토(宮本)와의 공동작업은 없지만, 밴드 역사상 미야모토(宮本)가 참가하지 않은 유일한 곡 「둑방길」의 작사 작곡자다. 미야모토(宮本)·이시모리(石森)와는 중학교의 동급생, 다카미도리와는 고교의 동급생이었다. 미야모토(宮本)는 그를 「파워풀 드러머」라고 칭한다. 말수는 그다지 많지 않다. 다소 무뚝뚝한 화법의 소유자. 이시모리(石森)의 다음으로 미야모토(宮本)에게 괴롭힘을 당해, 자주 멋적은 표정을 보이지만, 청소년시기에는 미야모토(宮本)가 말하기를 「위험한 아이」였다고. 청소년 시절 무용담은 많다. 『철탑등에 올라서 매달린다』 『태풍 부는 날에 바다에 뛰어들고, 「너네들도 들어와!」라고 외쳤다.』 『사람의 많이 다니는 가파른 고개를 스케이트보드로 활강』등, 상당히 활발한 소년이며, 중학교시대는 입학 첫날에 가방을 찌부러 뜨리고, 교복의 단추를 열고 등교하는 등 상당한 불량학생으로, 발렌타인데이에는 대량인 초콜릿을 받는 등 대단한 인기가 있었다고 말한다. 미야모토(宮本)나 이시모리(石森)가 록뮤직(rock music)을 듣기 시작한 것은 토미나가(富永)의 영향이며, 토미나가(富永) 자신은 악기를 하고 있었던 형의 영향을 강하게 받고 있다 (드러머가 된 것은, 형이 기타나 베이스를 이미 하고 있었기 때문에). 이시모리(石森)와 함께 【엘리펀트카시마시】의 결성 멤버. 또한 다카미도리의 멤버 참가를 결정한 것도 토미나가(富永)이며, 현재까지 계속되는 4명 체제를 확립한 장본인이다. 다카미도리와 특히 사이가 좋아, 투어 도시에서는 함께 자주 술자리를 가진다. 의지 할 수 있는 성격의 소유자로 미야모토(宮本)가 말하기를 「형님 스타일」. 과거, 사귀고 있었던 여성에게 차여서 절망해 있던 미야모토(宮本)로부터 걸려온 신세 한탄이나 상담목적의 전화를 거절 없이 계속 받아주었다는 에피소드가 있다. 할리 데이비슨 오토바이나 자동차 애호가. 또한 버번(bourbon)·위스키같은 독한 술을 좋아해서, 술을 마시면 기억이 나는 것 같다. 2006년에 만성 경막 하 혈종이 발병, 수술 후 완치되었다. 기혼.

## 발자취

### 결성~데뷔 이전
1981년에 미야모토(宮本), 이시모리(石森), 토미나가(富永)를 포함하는 중학교의 같은반 학생으로 결성되었다 (기타와 베이스, 오르간과 매니저를 담당 한 여성 멤버). 주로 Deep Purple , RAINBOW, RC SUCCESSION을 카피. 다음해 EastWest 지역 예선에 참가하고, 첫 공식 무대 데뷔. 신주쿠(新宿)JAM등에서 라이브 활동을 전개하고 있었다. 1986년, 토미나가(富永)의 고교시대의 동급생이었던 다카미도리가 가입하고, 현재의 멤버가 된다. 같은 해 12월, CBS SONY SD오디션에 입상. 데뷔의 기회 잡고, 双啓舎와 계약.
데뷔전의 라이브에서는 관객이 박수를 치거나 소리를 지르면, 「시끄러!」라고 하든지 보컬 미야모토(宮本)가 관객에게 욕설을 해 상당 수의 관객이 당황하는 사건이 있었다. 이벤트로 공연한 HOUND DOG로부터 티셔츠에 싸인을 부탁 받았을 때, 로고에다가 빈틈없이 색칠하고, 「바보」라고 싸인 후, 라이터로 불을 붙여서 던지는 등, 장소에 관계없이 안하무인격인 행동으로 데뷔후에도 관심을 끌게 된다. 한때 이런 행도에 상당히 심취, 후일 미야모토(宮本)는 이전 행동에 대해 사죄를 했다고 한다.

### 에픽(epic)·소니 시대
1988년, Epic Record JAPAN에서 싱글 「【デーデ(데데)】/Polyster」, 앨범 『THE ELEPHANT KASHIMASHI』로 데뷔. 이 앨범이 Rockin' On JAPAN의 시부야(澁谷) 요이치(陽一)의 눈에 들고, 사잔올스타즈의 데뷔이래의 충격적인 평가를 받는다. 당초는 솔직하게 일상의 분노를 부른 로큰롤(rock-and-roll)이 었지만, 2장째의 앨범 『THE ELEPHANT KASHIMASHI II』에서는 완전히 변신, 내향적이며 정서 넘치는 노래를 부르게 된다. 3장째의 앨범 『속세의 꿈』로부터 가사에 문체가 들어가고, 염세적인 노래가 많아져 갔다. 1990년에, 보컬의 미야모토(宮本) 자신이 청춘이라고 이야기하는 4장째의 앨범 『[생활]]』을 발표. 1992년, 미야모토(宮本)의 생활의 변화가 반영된 5장째의 앨범 『【엘리펀트카시마시】5』을 발표한다. 첫 앨범과 같은 하드함을 요구하고, 디렉터나 멤버 역시 미야모토(宮本)에게 하드한 Rock Tune을 요구한다. 그에 대해 미야모토(宮本)가 만든 앨범이 1993년발표한 『노예천국』이다. 판매는 부진, 계약이 위태로워졌지만, 많은 listener들에게 오리지널리티한 음악이라는 평가를 받으며 밴드의 사기도 올라갔다. 1994년, 곤도(近藤) 도시노리(等則), 닥터KYON (【보간보스】)등의 게스트 뮤지션을 초대, 오케스트라나 오버(overcoat) 더빙등을 접목한 7장째의 앨범 『도쿄(東京)의 하늘』을 발표한다. 처음으로 프로모션·비디오을 제작하는등 홍보 활동에도 주력했지만, 이것으로  에픽(epic)·소니와의 계약을 마감한다. 그 후 잠시동안 존속하고 있었던 소속 사무소 「双啓舎」도 여러 레코드사의 새로운 계약의 타진의 영향으로 결국 해산. 데뷔 당시 그들의 라이브 스타일은, 손님을 앉히고, 멘트 없이 대단히 간소하며 이질적인 스타일, 관객과 가까이 붙어서 라이브를 한 적도 있었다. 미야모토(宮本)는 서서 기타를 연주하지 않고, 앉아서 연주하였다. 당시 goods로 しりあがり寿의 일러스트로 만들어진 가사집 『【엘리펀트카시마시】의 시』나 수건, 셔츠등이 유명하다. 에픽(epic) 시대의 밴드명은, 정확하게는 「엘리펀트 카시마시」라고 두 단어 사이에 빈칸이 있었다.

### 포니캐년 시대
이렇게 해서 일단 메인스트림으로부터 멀어지지만, 그 동안도 곡작업, 라이브등은 계속 해나가고 있었다. 그리고 Rockin' On JAPAN의 시부야(澁谷) 요이치(陽一)이나 야마자키(山崎) 요이치로(洋一郎)의 도움으로, 새 사무소FAITH A&R(현 FAITH MUSIC ENTERTAINMENT])과 계약, 1996년, 포니캐년에서 싱글 「4월의 바람」을 발매. 에픽(epic)·소니 시대와는 전혀 다른 타이-업(tie-up) 노선과, 미야모토 히로지를 중심으로 한 멤버들의 적극적인 방송 출연으로 매출을 늘린다. 한편, 『悲しみの果て(슬픔의 끝)』이후의 밴드명은 「엘리펀트카시마시」로 공백이 없이 붙여쓰기로 변한다.
그 와중에도 1997년에 후지TV의 텔레비전 드라마 『月の輝く夜だから(달이 빛나는 밤이기 때문에)』의 주제가로서 시판된 「今宵の月のように(오늘 밤의 달과 같이)」은, 70만장의 판매고를 넘는 히트 넘버가 된다.. 포니캐년에서는 『마음에 꽃을』 『내일을 향해서 달려라 -달밤의 노래-』 『사랑과 꿈』의 3장의 앨범을 발표.
당시의 에피소드로서, 믹스가 끝난 곡을 워크맨으로 들으며 시부야(澁谷)를 걷던 미야모토(宮本)가, 정갈하게 손질된, 아무리 생각해도 메인스트림의 느낌을 주는 레코딩 사운드에 화를 내며, 그 자리에서 워크맨을 내동댕이 쳤다고 한다.